# Tập đoàn Hinduja
Tập đoàn Hinduja là một công ty tập đoàn Ấn Độ có trụ sở tại Luân Đôn, Vương quốc Anh. Họ tham gia vào một loạt các hoạt động bao gồm đúc, xuất nhập khẩu, thương mại, xe cơ giới, ngân hàng, trung tâm cuộc gọi và chăm sóc sức khỏe.

## Lịch sử
Công ty được thành lập vào năm 1914 bởi Parmanand Deep Vendh Hinduja, người đến từ một gia đình Sindhi có trụ sở tại Ấn Độ. Ban đầu hoạt động tại thành phố Karachi và Mumbai, Ấn Độ, ông đã thành lập hoạt động quốc tế đầu tiên của công ty tại Iran vào năm 1919. Trụ sở của nhóm chuyển đến Iran, nơi nó duy trì cho đến năm 1979, khi Cách mạng Hồi giáo buộc họ phải chuyển đến châu Âu.
Srichand Hinduja và anh trai của ông là Gopichand chuyển đến London vào năm 1979 để phát triển kinh doanh xuất khẩu; Prakash quản lý tài chính của tập đoàn tại Geneva, Thụy Sĩ trong khi người em út, Ashok, giám sát các lợi ích của Ấn Độ. Hai anh em đều là những người theo đạo Hindu, ăn chay và không uống rượu, và ăn mặc theo những cách tương tự, với sở thích mặc đồ đen và đeo kính tròn.
Dưới sự lãnh đạo của chủ tịch Srichand, ngày nay, Tập đoàn Hinduja đã trở thành một trong những tập đoàn đa ngành lớn nhất trên thế giới. Tập đoàn này có hơn 70.000 người và có văn phòng tại các thành phố trên thế giới và tất cả các thành phố lớn ở Ấn Độ. Năm 2017, Srichand và Gopichand Hinduja được mô tả là những người đàn ông giàu có nhất nước Anh với khối tài sản ước tính 16,2 tỷ bảng trong Danh sách người giàu của <i id="mwHA">tờ SundayTimes</i> 2017.
Năm 2015 tại The Asian Awards, anh em nhà Hinduja đã được vinh danh với giải thưởng Nhà lãnh đạo doanh nghiệp của năm.

## Các công ty của tập đoàn Hinduja
- Ashok Leyland
- Công ty TNHH Hinduja
- Ngân hàng Hinduja (Thụy Sĩ) Ltd
- Ngân hàng Ấn Độ
- Tài chính nhà ở Hinduja
- Công ty tài chính Hinduja Leyland
- Công ty TNHH Giải pháp Toàn cầu Hinduja
- Công ty TNHH liên doanh Hinduja
- Công ty TNHH dầu khí vùng Vịnh
- Dầu bôi trơn vùng Vịnh Ấn Độ Limited
- Vịnh Dầu Trung Đông Ltd
- Công ty Cổ phần Điện lực Quốc gia Hinduja
- Công ty TNHH Truyền thông và Truyền thông IndusẤn
- IDL Special Chemicals Ltd
- Công ty TNHH liên doanh Hinduja
- Công ty TNHH Năng lượng gió Ashok Leyland
- Hinduja Tech Limited (trước đây là Defiance Technologies Limited)
- Ấn Độ Group Group Ấn Độ Limited
- Bệnh viện quốc gia PD Hinduja và Trung tâm nghiên cứu y tế
- Công ty TNHH Chăm sóc sức khỏe Hinduja
- Trường Cao đẳng Thương mại KPB Hinduja
- Houghton International
- Albonair GmbH, Đức
- Hxt kỹ thuật số
- Cyqurex Systems Private Limited

### Công ty TNHH Ashok
Ashok Leyland, một doanh nghiệp hàng đầu của tập đoàn Hinduja, là nhà sản xuất xe thương mại lớn thứ 2 ở Ấn Độ, nhà sản xuất xe buýt lớn thứ 4 trên thế giới và nhà sản xuất xe tải lớn thứ 16 trên toàn cầu. Công ty có dấu chân trên 50 quốc gia và có trụ sở tại Chennai. Nó có 9 nhà máy sản xuất trên khắp thế giới với 7 nhà máy sản xuất ở Ấn Độ và một nhà máy ở Ras Al Khaimah, UAE và Leeds, Vương quốc Anh.
Ashok Leyland ghi nhận doanh thu bán hàng của RL. 19.877 lõi trong năm kết thúc vào tháng 3 năm 2016. Vào cuối năm 2016, Ashok Leyland đã ra mắt xe buýt điện đầu tiên của Ấn Độ nhằm thâm nhập vào thị trường xe điện / hybrid.
Công ty đã trở thành nhà sản xuất xe tải và xe buýt đầu tiên bên ngoài Nhật Bản giành được giải thưởng Deming cho nhà máy Pantnagar của mình. Năm 2016, Interbrand Ấn Độ đã đề cử Ashok Leyland là thương hiệu có giá trị thứ 38 tại Ấn Độ.

### Ashok Leyland Defence
Tập đoàn Hinduja đã thành lập như một công ty độc lập để đi đầu trong hoạt động kinh doanh quốc phòng. Ashok Leyland Defense Systems, là công ty mới nổi của Tập đoàn Hinduja. Ashok Leyland, công ty hàng đầu của nhóm Hinduja, nắm giữ 26% trong Ashok Leyland Defense Systems mới thành lập, có nhiệm vụ thiết kế và phát triển hậu cần quốc phòng và phương tiện chiến thuật, liên lạc quốc phòng và các hệ thống khác. Tiến sĩ V. Sumantran, phó chủ tịch điều hành, Hinduja Automotive Limited, đứng đầu liên doanh mới. Ashok Leyland là nhà cung cấp phương tiện hậu cần lớn nhất cho Quân đội Ấn Độ. Nó đã cung cấp hơn 60.000 xe Stallion tạo thành xương sống hậu cần của Quân đội.

### Công ty TNHH dầu khí vùng Vịnh
Trung tâm hóa học của Tập đoàn Hinduja được củng cố bằng việc sáp nhập Công ty TNHH Dầu khí Ấn Độ với IDL Industries Limited, bắt đầu có hiệu lực từ ngày 1 tháng 1 năm 2002.
Công ty có bốn bộ phận hoạt động chính:
- Chất nổ thương mại - xử lý chất nổ, kíp nổ, vỏ kim loại ngoại quan nổ và các thiết bị đặc biệt cho các ứng dụng quốc phòng và không gian. Nó có tám nhà máy ở Ấn Độ, nhà máy ở thành phố Hyderabad là cơ sở sản xuất kíp nổ lớn nhất thế giới (192 triệu mỗi năm). Đây là nhà xuất khẩu chất nổ và kíp nổ lớn nhất tới 21 quốc gia, bao gồm Philippines và các quốc gia ở Đông Nam Á, Bắc Phi, Vịnh Ba Tư, Trung Đông và Nam Âu.
- Chất bôi trơn - chất bôi trơn, dầu mỡ và phụ kiện xe hơi. Được thành lập vào năm 1993, và hiện là nhà sản xuất dầu nhờn khu vực tư nhân lớn thứ hai ở Ấn Độ.
- Khai thác và Cơ sở hạ tầng - thực hiện các dịch vụ khai thác quy mô lớn trong than và quặng sắt, cộng với các dịch vụ cho lĩnh vực cơ sở hạ tầng như đường sắt tàu điện ngầm và đường cao tốc quốc gia. Nó đang thực hiện hai dự án lớn cho Công ty TNHH than Ấn Độ Bộ phận này có sự hiện diện lớn trong lĩnh vực khai thác quặng sắt, nơi nó đang làm việc trong các mỏ rất lớn giàu quặng sắt.
- Special Chemicals - sản xuất các thành phần dược phẩm hoạt động, các sản phẩm trung gian và các dạng thành phẩm như viên nén, viên nang, thuốc tiêm và chất lỏng. Cũng đảm nhận hợp đồng nghiên cứu và phát triển dịch vụ. Sản xuất có trụ sở tại Hyderabad.

#### Gulf Oil International
Gulf Oil International, hoạt động từ các văn phòng ở London, là một trong những công ty dầu khí và thương nhân lớn nhất thế giới, hoạt động tại hơn 83 quốc gia thông qua mạng lưới các công ty riêng, liên doanh, cấp phép và nhà phân phối. Nó sử dụng 3000 người trực tiếp trên toàn thế giới, với việc làm gián tiếp chạm 30.000.
Nó có các trạm làm đầy ở hầu hết các nước ở Châu Âu, một phần của Nam Mỹ và Indonesia. Nó tiếp thị pin xe hơi, các sản phẩm chăm sóc xe hơi, bộ lọc không khí xe, máy móc bôi trơn và hóa chất đặc biệt ở nhiều quốc gia. Công ty vận hành chuỗi trung tâm dịch vụ xe hơi của hãng Gulf Express tại Ả Rập Saudi và đang lên kế hoạch mở rộng sang Bahrain và các quốc gia khác ở Trung Đông.
Gulf Oil International là một trong những thương nhân sản phẩm dầu mỏ lớn nhất thế giới, với một nhà máy lớn ở Trung Quốc và mở rộng sang Trung Đông, Châu Phi và Châu Á Thái Bình Dương, với các mục nhập được công bố vào Indonesia, Sri Lanka và Trung Quốc, và các dự án mở rộng ở Dubai, Ả Rập Saudi và Ấn Độ.

### Ngân hàng IndusInd
Ngân hàng IndusInd là một ngân hàng khu vực tư nhân và là ngân hàng Ấn Độ duy nhất được thành lập bởi NRIs (Người Ấn Độ không thường trú) và là ngân hàng thương mại duy nhất ở Ấn Độ nhận được chứng nhận ISO-9001: 2000 cho mạng lưới chi nhánh. Nó bắt đầu hoạt động vào năm 1994 với vốn ₹1 tỷ (US$16 million) và với một tập trung vào cho vay doanh nghiệp và SME, và sau khi sáp nhập với Ashok Leyland Finance Ltd (ALFL) vào năm 2004, đã được chú trọng hơn vào ngân hàng bán lẻ, và đã phát triển thành một ngân hàng có vốn của ₹10 tỷ (US$160 million) và tài sản khoảng ₹200 tỷ (US$3,1 billion). Nó có một cơ sở khách hàng 1,5 triệu và một mạng lưới 400 chi nhánh và 600 máy ATM tại chỗ (tính đến ngày 31 tháng 3 năm 2012) trải rộng trên 141 vị trí địa lý ở Ấn Độ.
Ngân hàng có các văn phòng đại diện ở nước ngoài tại Dubai và London, và các mối quan hệ ngân hàng đại lý với 335 ngân hàng trên toàn thế giới. Ngân hàng đã tham gia vào các liên minh chiến lược với Ngân hàng Quốc gia Liên minh tại Các Tiểu vương quốc Ả Rập Thống nhất và Ngân hàng Doha tại Qatar để tăng cường hoạt động kinh doanh NRI. Phạm vi quốc gia của ngân hàng được mở rộng hơn nữa thông qua các thỏa thuận tiếp thị cho các sản phẩm cho vay thông qua một công ty liên kết, Dịch vụ tài chính và tiếp thị IndusẤn, có 745 cửa hàng tiếp thị trên toàn quốc. Ngân hàng đã bảo đảm xếp hạng cấp đầu tư trong nước cao cho các công cụ tài chính của mình từ các công ty con địa phương của S & P, Moody's và Fitch.

### Công ty TNHH Hinduja
Hinduja Foundries là một công ty có tuổi thọ năm thập kỷ phục vụ nhu cầu đúc của các OEM ô tô ở Ấn Độ. Nó có ba nhà máy sản xuất đang hoạt động ở miền Nam Ấn Độ. Khoảng 30% số xe được tung ra ở Ấn Độ (ô tô, xe thương mại và máy kéo) có các vật đúc chính do công ty cung cấp. Một xưởng đúc hiện trường xanh mới hiện đại đã được thành lập ở Sriperumbudur gần Chennai với một trung tâm R & D và bắt đầu sản xuất vào năm 2007.

### Hinduja Global Solutions Ltd.
Hinduja Global Solutions Limited (trước đây là HTMT Global Solutions) bắt đầu như một công ty tư vấn CNTT chuyên cung cấp các giải pháp tập trung vào nền tảng máy tính lớn, hợp tác với IBM. Năm 1995, công ty bước vào đào tạo doanh nghiệp trong các máy tính lớn.
Công ty có 40000 nhân viên với các văn phòng ở Bắc Mỹ và London, và 65 "trung tâm giao hàng" trải khắp thành phố Bangalore, Mysore, Mumbai, Nagercoil, Chennai, Durgapur, Noida, Siliguri và Hyderabad ở Ấn Độ; Lyndhurst, Peoria, Illinois, St Louis, Waterloo và El Paso ở Hoa Kỳ; Montreal, Nova Scotia, Prince Edward Island, Ontario ở Canada, Cyber City ở Mauritius, Manila ở Philippines và Dubai ở UAE.
Trung tâm liên lạc và bộ phận dịch vụ văn phòng hỗ trợ "trung tâm thoại quốc tế"  và các đơn vị công việc hậu cần cho bảo hiểm y tế, Dược phẩm, Khoa học đời sống, Telecom, Ngân hàng và dịch vụ tài chính, điện tử tiêu dùng / Sản phẩm, Công nghệ, ô tô, Chính phủ, truyền thông và giải trí, Năng lượng và tiện ích và giao thông vận tải và Logistics công ty.
Trung tâm Mauritius của nó hỗ trợ dân số đông người Pháp và trung tâm Texas của nó cung cấp hỗ trợ bằng tiếng Tây Ban Nha.
InCablenet là một trong những công ty dưới sự bảo trợ của Hinduja TMT hoặc HTMT. Nó là một phần của bước đột phá của nó vào Truyền thông và Truyền thông.

### Bệnh viện quốc gia PD Hinduja và Trung tâm nghiên cứu y tế
Bệnh viện quốc gia PD Hinduja và Trung tâm nghiên cứu y tế, Mumbai là một bệnh viện chăm sóc y tế đa chuyên khoa với một trung tâm nghiên cứu y tế được thành lập với sự hợp tác của Bệnh viện đa khoa Massachusetts (MGH), Boston. Bệnh viện có sức chứa bệnh nhân nội trú là 350 giường trong đó có 53 giường chăm sóc quan trọng trong các chuyên khoa. Là một bệnh viện chăm sóc đại học, nó cung cấp các dịch vụ bao gồm điều tra và chẩn đoán cho trị liệu, phẫu thuật và chăm sóc sau phẫu thuật. Đây là bệnh viện chăm sóc đại học đầu tiên được trao chứng nhận ISO 9002 từ Kema, Hà Lan, cho các hệ thống quản lý chất lượng và được trao "Giải thưởng con công vàng toàn cầu" cho hoạt động từ thiện ở các nền kinh tế mới nổi (2006).
Bệnh viện đã điều trị 1,5 triệu bệnh nhân ngoại trú, và thực hiện một triệu ca phẫu thuật và 7,5 triệu điều tra trong phòng thí nghiệm. Phòng thí nghiệm của nó là phòng thí nghiệm bệnh viện đầu tiên được công nhận bởi College of American Pathologists.

### Hinduja Bank Ltd (Thụy Sĩ)
Hinduja Bank Ltd (Thụy Sĩ) được thành lập như một công ty tài chính vào năm 1978 và trở thành một ngân hàng do Thụy Sĩ quản lý vào năm 1994.
Ngân hàng Hinduja có trụ sở chính tại Geneva và có một mạng lưới ở Thụy Sĩ bao gồm các văn phòng tại Lucerne, Zurich, St Margrethen, Basel và Lugano. Ngoài ra, nó có sự hiện diện toàn cầu ở London, Dubai, Paris, New York, Mauritius và Chennai. Trong những năm qua, các doanh nghiệp của nó mở rộng để bao gồm Quản lý tài sản, Dịch vụ tài chính thương mại, Giải pháp đầu tư toàn cầu và Dịch vụ tài chính doanh nghiệp.

## Tranh cãi

### Vụ bê bối của Bofors
Srichand, Gopichand và Prakash Hinduja đã được kết nối với cuộc điều tra vào vụ bê bối Bofors, trong đó Thụy Điển công ty Bofors đã bị cáo buộc đã trả tiền hối lộ bất hợp pháp các quan chức Chính phủ và các nhà chính trị liên quan đến việc  đô la Mỹ 1,3 tỷ bán 400 khẩu lựu pháo Chính phủ Ấn Độ vào năm 1986. Ba anh em đã bị Cục Điều tra Trung ương Ấn Độ buộc tội vào tháng 10 năm 2000, nhưng năm 2005, Tòa án Tối cao ở Delhi đã bác bỏ mọi cáo buộc chống lại họ, với lý do thiếu bằng chứng và nói rằng các tài liệu trung tâm cho vụ án truy tố là " vô dụng và đáng ngờ "vì nguồn gốc của họ không thể được xác minh. Thẩm phán RS Sodhi nói: "Tôi phải thể hiện chấp thuận của tôi rằng 14 năm thử nghiệm và ₹2.5 tỷ (US$39 million) tiền công đã được sử dụng cho vụ án. Nó đã gây ra tổn thất lớn về kinh tế, tình cảm, chuyên nghiệp và cá nhân cho người Hindujas. " 

### Vụ hộ chiếu Hinduja 2001
Vào tháng 1 năm 2001, nó đã được tiết lộ rằng tướng Chính phủ Vương quốc Anh Peter Mandelson đã gọi điện cho Văn phòng Bộ trưởng Mike O'Brien thay mặt Srichand Hinduja, người vào thời điểm đó đang xin quốc tịch Anh, và có công ty gia đình đã trở thành nhà tài trợ chính của " Khu vực đức tin" trong mái vòm Thiên niên kỷ. Do đó, vào ngày 24 tháng 1 năm 2001, Mandelson đã từ chức lần thứ hai, khẳng định rằng ông không làm gì sai. Một cuộc điều tra độc lập của Sir Anthony Hammond đã đưa ra kết luận rằng cả Mandelson và bất kỳ ai khác đều hành động không đúng đắn.
Vào tháng 1 năm 2001, Bộ trưởng di trú Barbara Roche tiết lộ trong một văn bản Commons trả lời rằng Keith Vaz, Ủy viên Quốc hội Đông Leicester và đồng thời một Bộ Ngoại giao Bộ trưởng, và các nghị sĩ khác, cũng đã liên lạc với Bộ Nội vụ về việc anh em nhà Hinduja, nói rằng Vaz đã đưa ra các câu hỏi về khi nào một quyết định về đơn xin nhập tịch của họ có thể được mong đợi.
Vào ngày 25 tháng 1, Vaz trở thành tâm điểm của các câu hỏi của phe đối lập về vụ Hinduja và nhiều câu hỏi của quốc hội được đưa ra, yêu cầu ông phải tiết lộ đầy đủ vai trò của mình. Vaz cho biết thông qua người phát ngôn của Bộ Ngoại giao rằng ông sẽ "chuẩn bị đầy đủ" để trả lời các câu hỏi của ông Anthony Anthony Hammond QC, người đã được Thủ tướng yêu cầu thực hiện một cuộc điều tra về vụ việc. Vaz nói rằng anh ta đã biết anh em Hinduja một thời gian; ông đã có mặt khi Quỹ Hinduja từ thiện được thành lập vào năm 1993, và cũng đã có một bài phát biểu vào năm 1998 khi hai anh em mời Tony và Cherie Blair đến dự lễ Diwali.
Vào ngày 26 tháng 1 năm 2001, Thủ tướng Tony Blair đã bị buộc tội làm phương hại đến cuộc điều tra độc lập về vụ hộ chiếu Hinduja, sau khi ông tuyên bố Keith Vaz đã không làm "bất cứ điều gì sai". Cùng ngày, Vaz nói với các phóng viên rằng họ sẽ "hối hận" hành vi của họ một khi sự thật của vụ án được tiết lộ. "Một số bạn sẽ trông rất ngu ngốc khi báo cáo này được công bố. Một số điều bạn nói về Peter, và về những người khác và tôi, bạn sẽ rất hối hận khi sự thật được đưa ra, "ông nói. Khi được hỏi tại sao đơn xin hộ chiếu của một trong những anh em người Hindu đã được xử lý nhanh hơn bình thường, được xử lý và xử phạt trong sáu tháng khi quá trình này có thể mất tới hai năm, anh ta trả lời: "Không có gì bất thường." 
Vào ngày 29 tháng 1, chính phủ đã xác nhận rằng Quỹ Hinduja đã tổ chức tiệc chiêu đãi Vaz vào tháng 9 năm 1999 để kỷ niệm việc bổ nhiệm làm Bộ trưởng châu Á đầu tiên trong thời gian gần đây. Bữa tiệc không được Vaz liệt kê trong Sổ đăng ký quyền lợi của thành viên và John Redwood, khi đó là người đứng đầu Đơn vị chiến dịch nghị viện bảo thủ, đã nghi ngờ phán quyết của Vaz về việc chấp nhận sự hiếu khách.
Vào tháng 3, Vaz đã được lệnh để hợp tác hoàn toàn với một cuộc điều tra mới được đưa ra trong các vấn đề tài chính của ông bởi Elizabeth Filkin. Bộ trưởng Ngoại giao Robin Cook, cấp trên của Vaz, cũng kêu gọi ông trả lời đầy đủ các cáo buộc về mối liên hệ của ông với anh em nhà Hinduja. Ông Vaz đã gặp bà Filkin vào ngày 20 tháng 3 để thảo luận về một khiếu nại rằng Quỹ Hinduja đã trao số tiền 1.200 bảng cho Mapesbury Communications, một công ty do vợ ông điều hành, để đổi lấy việc giúp tổ chức tiệc chiêu đãi do người Hindu tài trợ tại Hạ viện. Vaz trước đây đã từ chối nhận tiền từ Hindujas, nhưng nhấn mạnh rằng anh ta không kiếm được lợi ích cá nhân từ giao dịch được đề cập.
Vào tháng 6 năm 2001, Vaz thừa nhận rằng anh ta đã có những đại diện trong các đơn xin của anh em nhà Hinduja để trở thành công dân Anh trong khi một nghị sĩ hỗ trợ. Tony Blair cũng thừa nhận rằng Vaz đã "đại diện" thay mặt cho những người châu Á khác. Vào ngày 11 tháng 6 năm 2001, Vaz đã bị bãi nhiệm chức vụ Bộ trưởng Châu Âu và được thay thế bởi Peter Hain. Văn phòng Thủ tướng nói rằng Vaz đã viết thư cho Tony Blair nói rằng ông muốn từ chức vì lý do sức khỏe.
Vào tháng 12 năm 2001, Elizabeth Filkin đã xóa Vaz vì không đăng ký các khoản thanh toán cho công ty luật của vợ mình bởi anh em Hinduja, nhưng nói rằng anh ta đã thông đồng với vợ để che giấu các khoản thanh toán. Báo cáo của Filkin nói rằng các khoản thanh toán đã được trao cho vợ để được tư vấn pháp lý về các vấn đề nhập cư và kết luận rằng Vaz không có lợi ích cá nhân trực tiếp, và các quy tắc của Commons không yêu cầu anh tiết lộ các khoản thanh toán cho vợ. Tuy nhiên, cô đã chỉ trích anh ta vì sự bí mật của anh ta, nói rằng: "Rõ ràng với tôi đã có sự thông đồng có chủ ý trong nhiều tháng giữa ông Vaz và vợ để che giấu sự thật này và để ngăn tôi có được thông tin chính xác về mối quan hệ tài chính có thể của anh ta với gia đình Hinduja ".

### Ashok Leyland
Vào tháng 2 năm 2005, Ashok Leyland, một công ty hàng đầu của Ấn Độ thuộc Tập đoàn Hinduja của anh em, đã công bố một thỏa thuận cung cấp 100 xe quân sự cho Bộ Quốc phòng Sudan. Nhà hoạt động vũ khí Mark Thomas đã cáo buộc rằng điều này trái với luật xuất khẩu vũ khí của Anh, vì một số giám đốc của công ty là cư dân hoặc công dân Anh.....